# Gloria Ioriatti
Gloria Ioriatti (Esine, 18 maggio 2000) è una pattinatrice di short track italiana.

## Biografia
È figlia di due pattinatori di caratura internazionale: il padre Ermanno Ioriatti rappresentò l'Italia a quattro edizioni consecutive dei Giochi olimpici invernali da Nagano 1998 a Vancouver 2010 nel pattinaggio di velocità; la madre Elisabetta Pizio gareggiò alle Olimpiadi di Lillehammer 1994. Studia legge all'Università degli Studi di Trento.
Ha rappresentato l'Italia ai Giochi olimpici giovanili invernali di Lillehammer 2016, dove ha ottenuto il 15º posto nei 500 metri, l'8º posto nei 1000 metri e il quinto posto nella staffetta.
Ai mondiali junior di Tomaszów Mazowiecki 2018 ha vinto una medaglia di bronzo nella staffetta 3000 metri, con Gloria Confortola, Ilaria Cotza e Elisa Confortola.
L'anno successivo ai mondiali junior di Montréal 2019 ha bissato il bronzo nella staffetta 3000 metri, con Chiara Betti, Elisa Confortola e Gloria Confortola.
È stata convocata dal commissario tecnico Frédéric Blackburn agli europei di Danzica 2021, dove ha ottenuto il bronzo nella staffetta 3000 metri, con le connazionali Cynthia Mascitto, Arianna Sighel, Martina Valcepina e Elena Viviani.

## Palmarès
- Mondiali

Rotterdam 2024: argento nella staffetta 2000 m mista;
Pechino 2025: argento nella staffetta 2000 m mista;
- Europei

Danzica 2021: bronzo nella staffetta 3000 me;
Danzica 2023: bronzo nella staffetta 3000 m;
Danzica 2024: argento nei 1500 m e nella staffetta 3000 m;
Dresda 2025: oro nella staffetta 3000 m; argento nei 1500 m;
- Mondiali junior

Tomaszów Mazowiecki 2018: bronzo nella staffetta 3000 m;
Montréal 2019: bronzo nella staffetta 3000 m;